# Gare de Chaingy-Fourneaux-Plage
Gare de Chaingy-Fourneaux-Plage vasútállomás Franciaországban, Chaingy településen.

## Vasútvonalak
Az állomást az alábbi vasútvonalak érintik:
- Párizs–Bordeaux-vasútvonal

## Kapcsolódó állomások
A vasútállomáshoz az alábbi állomások vannak a legközelebb:
- Gare de La Chapelle-Saint-Mesmin (Paris Gare d’Austerlitz)
- Gare de Saint-Ay (Gare de Bordeaux-Saint-Jean)